# Marvin Wanitzek
Marvin Wanitzek (ur. 7 maja 1993 w Bruchsal) – niemiecki piłkarz polskiego pochodzenia  grający na pozycji środkowego pomocnika w klubie Karlsruher SC.

## Życie prywatne
Jego młodszy brat Nicolas również jest piłkarzem.